# Улица Просвещения (Новочеркасск)
Улица Просвеще́ния — улица в Новочеркасске, протянувшаяся от Железнодорожной улицы до улицы Бабушкина. Улица проходит с северо-востока города в центр, пересекает 17 улиц, в том числе проспект Ермака. Длина улицы составляет 3440 метров.
Между улицами Московская и Богдана Хмельницкого посередине проезжей части пролегает бульвар. В разных частях улицы проходит 13 маршрутов городского автобуса. По улице Богдана Хмельницкого её пересекает трамвайный маршрут №2.

## История

### До 1941 года
Нынешняя улица Просвещения в досоветское время состояла из четырех частей, каждая из которых имела собственное наименование. От Железнодорожной улицы до проспекта Ермака была Скородумовская улица; от проспекта до Почтовой улицы (ныне Пушкинская) проходил Ямской переулок; участок от Почтовой до Базарной (ныне ул. Б. Хмельницкого) назывался Николаевским проспектом; от площади до выхода к западной окраине города вела Ботаническая улица.

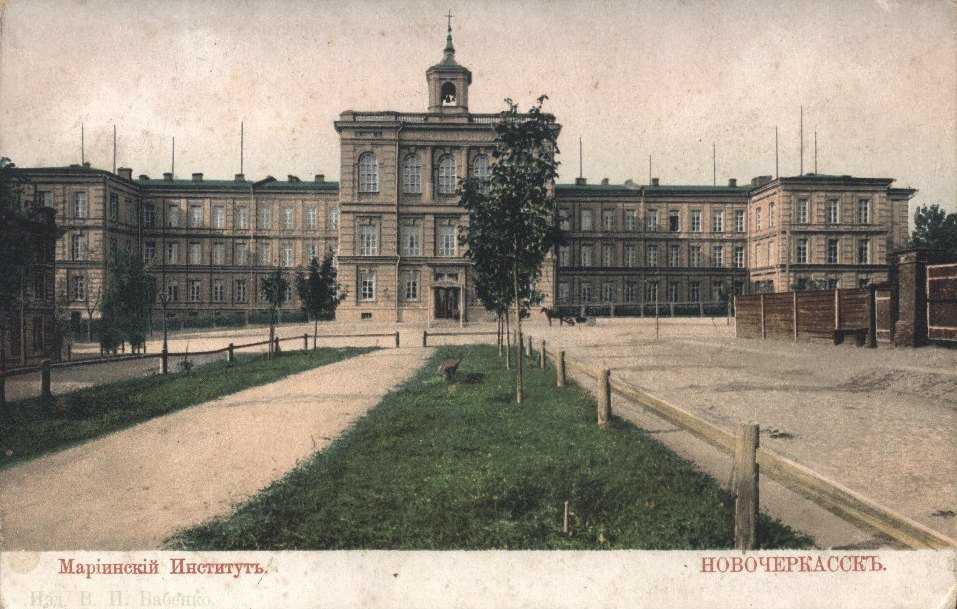
Мариинский институт благородных девиц около 1900 года

План бывшего Николаевского проспекта был составлен городским архитектором В.Н. Куликовым в 1906 году. Нечётная сторона проспекта, состоящая из двух кварталов, имела застройку 1-2-этажными жилыми домами с участками, среди которой выделялся Городской Дом, построенный в 1901 году по проспекту Куликова. Вдоль чётной стороны на всем протяжении проходил Николаевский сад. Примерно одну треть сада от Почтовой улицы занимала территория построенного в 1891 году Донского Мариинского института благородных девиц. Перспективу Николаевского проспекта замыкала Богородицкая церковь, возведенная в 1898—1904 годах на одноименной площади (автор проекта В.Н. Куликов).
В 1906 году на Николаевском проспекте был построен католический костел Успения Пресвятой Девы Марии. Необходимость в нем была обусловлена тем, что тогда в Донском политехническом институте работало много католиков, прибывших из временно закрытого в связи студенческими беспорядками Варшавского политехнического института. Рядом с костелом архитектор В.Н. Куликов построил собственный дом.
Оставшаяся часть Николаевского сада в 1911 году была отдана под строительство комплекса зданий Политехнического института (архитектор Б.С. Рогуйский). 

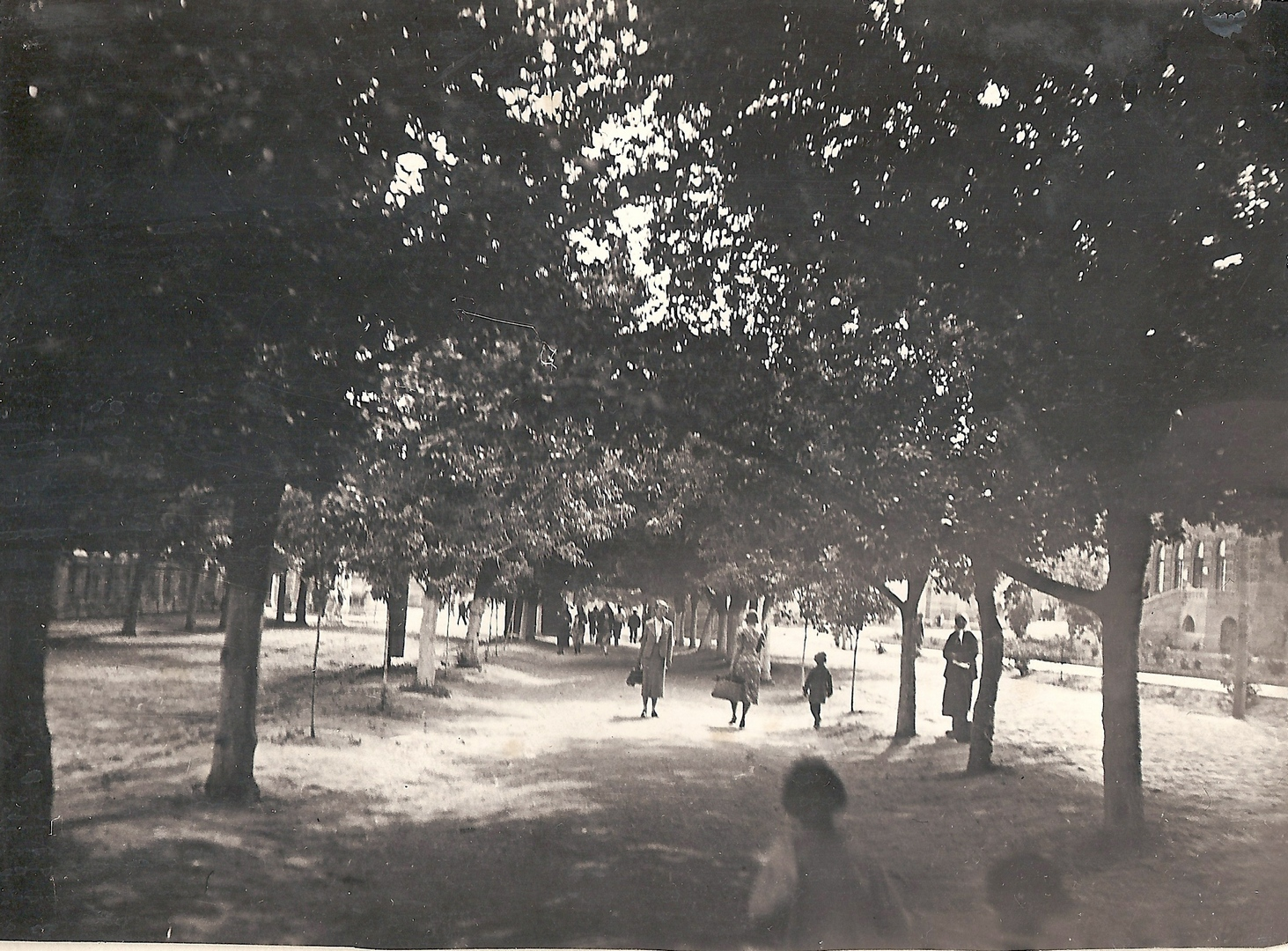
Бульвар на улице Просвещения в мае 1938 года

9 октября 1911 года состоялась торжественная церемония закладки главного корпуса Алексеевского Донского политехнического института. Его значительно отодвинули от красной линии, а ось симметрии здания совместили с осевой линией Барочной (ныне Орджоникидзе) улицы. Строительство институтских корпусов велось с 1912 по 1930 год. Здание Городского Дома, в котором с 1913 года заседала Городская Дума, стало вспомогательным корпусом института. В одноэтажном особняке, построенном рядом с территорией Думы, разместилась кафедра ботаники, основанная А. Ф. Флёровым.
В начале 30-х годов в юго-западном углу институтской территории (к тому времени институт назывался Новочеркасским индустриальным) на месте бывшего административного корпуса было построено здание авиационного института (архитектор С.И. Болдырев). Его южное крыло приближено к ограде, стоящей по красной линии. В середине 30-х годов Богородицкая церковь была снесена, а в костёле попеременно размещались спортзал, столовая, столярно-плотничная мастерская .

### 1941—1991
Во время захвата города и последовавшей за этим 204-дневной его оккупацией войсками Вермахта индустриальному институту им. С. О. Орджоникидзе был нанесен серьезный урон. Часть корпусов была повреждена бомбами и снарядами; разграбленными оказались библиотека и не успевшие эвакуироваться лаборатории; многое ценное оборудование было вывезено в Германию. В феврале 1943 года Новочеркасск был освобождён, а в сентябре возобновились занятия в НИИ. Полное же восстановление учебных корпусов и лабораторий института было завершено в 1950 году. 
Часть квартала от улицы Пушкинской до Б. Хмельницкого занимает территория ЮРГТУ (НПИ). По восточной ее границе в 1960—1970-х годах было построено три спортивных корпуса, торец одного из них в трех метрах от улицы. В центре участка — главный корпус. Вблизи угловых ризалитов главного корпуса стоят памятники: у восточного — Герою Советского Союза Галине Петровой, у западного — политехникам, погибшим в Великой Отечественной войне. Перед главным корпусом университета разбит обширный партер.
В застройке нечетной стороны улицы сохранилось большинство жилых домов постройки конца XIX – начала XX века. Однако некоторые из них претерпели небольшие внешние изменения или получили другое назначение. По контуру большого двора парка разместились автогаражи. Глухую стену новых гаражей облагородили пилястрами и с фальшивыми арочными нишами вынесли на красную линию улицы Просвещения.
В середине 50-х годов на нечетной стороне улицы возвели два трехэтажных жилых дома – угловой с магазином и с арочным проездом (дом № 131). 
В то время, когда были построены эти дома, на переломе ул. Просвещения, там, где до сноса стояла Донская Богородицкая церковь, соорудили угловое здание студенческого общежития. Этим зданиям суждено было завершить период советской неоклассики, уступившей место возводимым по типовым проектам домам в стиле функционализм.

### После 1991 года
С распадом СССР началось восстановление сохранившихся храмов и строительство новых. Отреставрирован католический костел. В пристройке к нему располагается римско-католический приход. В его зале проходят также концерты духовной музыки.

## Достопримечательности
Все представленные в таблице ниже здания являются объектами культурного наследия России.
| Номер дома | Изображение | Описание |
| ---------- | ----------- | --- |
| 101        |             | Особняк второй половины XIX века |
| 109        |             | Особняк конца XIX века |
| 112        |             | Особняк середины XIX века |
| 113        |             | Особняк конца XIX века |
| 120        |             | Особняк конца XIX века |
| 132        |             | Главный корпус Южно-Российского государственного политехнического университета. Построен в 1924 году Работа архитектора Рогойского Б. С.        |
| 126        |             | Особняки второй половины XIX века |
| 129        |             | Особняки второй половины XIX века |
| 130        |             | Особняки второй половины XIX века |
| 141        |             | Особняки второй половины XIX века |
| 142        |             | Особняки второй половины XIX века |
| 169        |             | Особняки второй половины XIX века |
| 191        |             | Особняки второй половины XIX века |
| 143        |             | Католический храм Успения Пресвятой Девы Марии. Строительство костёла велось по проекту архитектора Рогуйского Б. С. и завершилось в 1906 году. |